# Koshisaurus

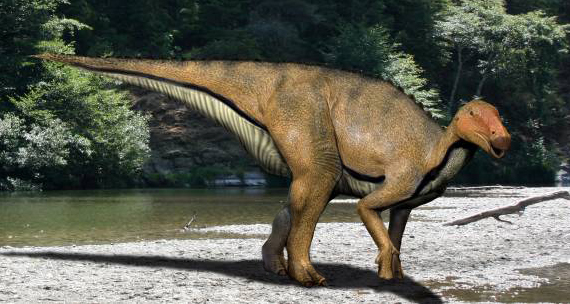
Koshisaurus katsuyama

Koshisaurus katsuyama is een plantenetende ornithischische dinosauriër, behorende tot de Euornithopoda, die tijdens het vroege Krijt leefde in het gebied van het huidige Japan.
Tussen 2007 en 2010 werden bij het stadje Katsuyama opgravingen verricht. Daarbij werden de resten gevonden van euornithopoden.
In 2015 werd de typesoort Koshisaurus katsuyama benoemd en beschreven door Masateru Shibata en Yoichi Azuma. De geslachtsnaam is afgeleid van Koshi, de oude naam voor de provincie waarin de huidige prefectuur Fukui ligt, het gebied van de vindplaats. De soortaanduiding verwijst naar Katsuyama.
Het holotype, FPDM-V9079, is gevonden in een laag van de Kitadaniformatie waarvan de datering onzeker is maar die wellicht stamt uit het Barremien-Aptien. Het bestaat uit een gedeeltelijk rechterbovenkaaksbeen met tanden. Verder zijn nog enkele botten aan de soort toegeschreven. Het betreft onder andere specimen FPDM-V9081, een lendenwervel; FPDM-V9080, een stuk linkerschaambeen; en FPDM-V9077. de onderkant van een linkerdijbeen. De fossielen waren aanwezig in een lens met een oppervlakte van vier vierkante meter.
Alle botten zijn vrij klein en wijzen op onvolwassen dieren, iets wat bevestigd wordt door histologisch onderzoek naar groeilijnen in het dijbeen. De beschrijvers stelden dat Koshisaurus duidelijk verschilde van Fukuisaurus, een meer basale euornithopode uit dezelfde formatie en volgens hun analyse een zustersoort van Proa.
Koshisaurus is zeer basaal in de Hadrosauroidea geplaatst, net boven een klade gevormd door Altirhinus, Jintasaurus en Ratchasimasaurus. De basale plaatsing wordt ondersteund door het nog bezitten van een groeve op de plaats van de fenestra antorbitalis en de aanwezigheid van minstens drie secundaire richels op de kroon van de maxillaire tanden.